# Alfredo Borrero
Alfredo Enrique Borrero Vega (Cuenca, 19 de octubre de 1955) es un médico y político ecuatoriano. Fue vicepresidente de la República del Ecuador, desde el 24 de mayo de 2021 hasta el 23 de noviembre de 2023.

## Biografía
Tiene un diplomado en Administración de Salud en la Universidad de Harvard. Entre 2005 y 2014, Borrero fue director médico del Hospital Metropolitano de Quito y fue presidente de la Asociación de Hospitales y Clínicas Privadas de 2007 a 2014.
Es decano y administrador de la Facultad de Medicina de la Universidad de las Américas (UDLA). Tiene más de cuarenta años de experiencia y en la administración de la salud y ha laborado en instituciones médicas y educativas por más de veinticinco años en la misma ciudad.
A partir de marzo de 2020, Borrero encabezó la comisión técnica «Salvar Vidas», una iniciativa privada encabezada por Guillermo Lasso para ayudar a las personas en el contexto de la pandemia de coronavirus, causa que logró recaudar 8 millones de dólares, para ayudar en la compra de insumos y equipos al sistema de salud ecuatoriano.

### Matrimonio y descendencia
Actualmente está casado con Lucía Pazmiño. Es su tercer matrimonio y tiene 4 hijos de sus matrimonios previos. Uno de sus hijos es Juan David Borrero, ejecutivo de Snapchat y esposo de la modelo Jasmine Tookes.

## Vicepresidente del Ecuador
En agosto de 2020, el líder del movimiento CREO, Guillermo Lasso lo seleccionó como su fórmula vicepresidencial para las elecciones generales de 2021. Lasso y Borrero ya habían trabajado juntos en el pasado en distintos proyectos. El binomio avanzó a la segunda vuelta electoral de las elecciones, en las cuales el 11 de abril venció con el 52% de votos.

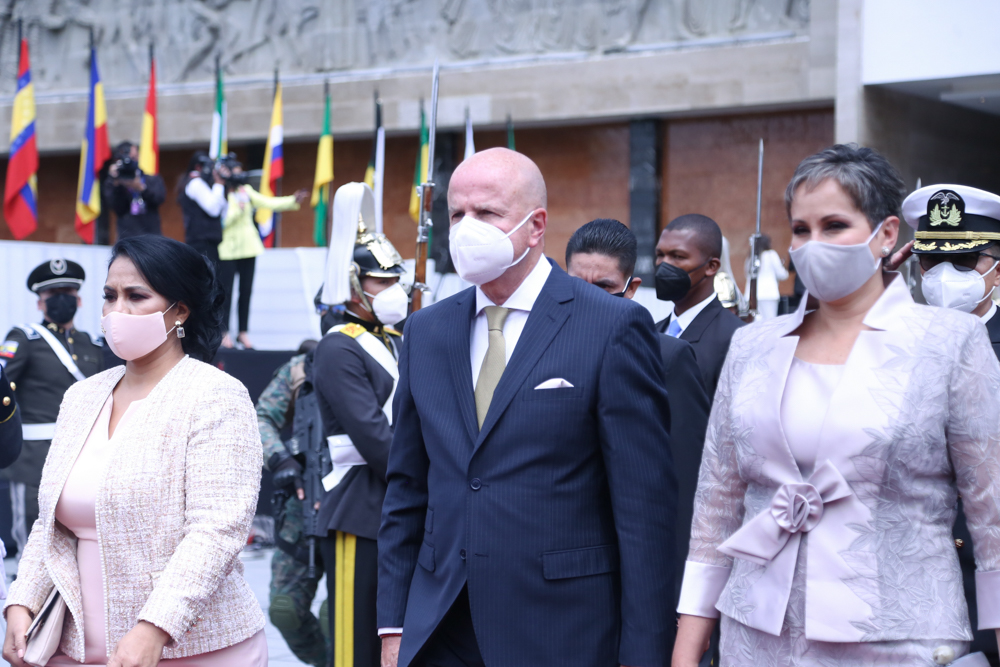
Borrero en el día de su posesión como vicepresidente constitucional.

Fue posesionado como vicepresidente de la República el 24 de mayo de 2021, junto a Guillermo Lasso, el cual fue investido como presidente de la República. Ese mismo día, el presidente Lasso, le otorgó las funciones de coordinación de la políticas públicas para el fortalecimiento del Sistema Nacional de Salud y la representación del Estado Ecuatoriano frente a organismos internacionales de salud.
El 4 de julio de 2022, el presidente Lasso lo nombró Presidente del Gabinete Sectorial de Salud, quien atendería la emergencia sanitaria.